# Anglès
Pour la commune espagnole du même nom, voir Anglès (Espagne).
Pour les articles homonymes, voir Anglès (homonymie).
Anglès ['an.glɛs][Information douteuse], connu sous la Révolution sous le nom de Belle-Montagne, est une commune française située dans le département du Tarn, en région Occitanie. Sur le plan historique et culturel, la commune est dans la Montagne Noire, un massif montagneux constituant le rebord méridional du Massif central.
Exposée à un climat océanique altéré, elle est drainée par l'Agout, le Thoré, l'Arn, le Ruisseau de Nègeurieu, la Sème, le ruisseau de Banès de Cors, le ruisseau de Peyroux, le ruisseau Rieupeyroux et par divers autres petits cours d'eau. Incluse dans le parc naturel régional du Haut-Languedoc, la commune possède un patrimoine naturel remarquable : deux sites Natura 2000 (la « vallée de l'Arn » et Les « vallées du Tarn, de l'Aveyron, du Viaur, de l'Agout et du Gijou ») et dix-sept zones naturelles d'intérêt écologique, faunistique et floristique.
Anglès est une commune rurale qui compte 517 habitants en 2022, après avoir connu un pic de population de 3 000 habitants en 1846. Ses habitants sont appelés les Anglésiens ou  Anglésiennes.

## Géographie

### Localisation
La commune est située dans l'est du département du Tarn. Elle est limitrophe de l'Hérault.
Commune du Massif central située dans le parc naturel régional du Haut-Languedoc.
Entre la Montagne Noire et les Monts de Lacaune se trouve le vaste plateau d'Anglès, ce plateau est compris entre le cours du Thoré et celui de l'Agout. Plus loin, avec les monts de l'Espinouse, les Cévennes commencent.

### Communes limitrophes
Les communes limitrophes sont  Brassac, Courniou, Fontrieu, La Salvetat-sur-Agout, Labastide-Rouairoux, Lacabarède, Lamontélarié, Lasfaillades, Le Soulié, Rouairoux et Saint-Amans-Valtoret.
| Brassac                                               | Fontrieu              | Lamontélarié, La Salvetat-sur-Agout (Hérault) |
| Lasfaillades                                          | Anglès                | Le Soulié (Hérault)                           |
| Le Vintrou (par un quadripoint), Saint-Amans-Valtoret | Rouairoux, Lacabarède | Courniou (Hérault), Labastide-Rouairoux       |

### Hydrographie
La commune est dans le bassin de la Garonne, au sein du bassin hydrographique Adour-Garonne. Elle est drainée par l'Agout, le Thoré, l'Arn, le ruisseau de Nègeurieu, la Sème, le ruisseau de Banès de Cors, le ruisseau de Peyroux, le ruisseau Rieupeyroux, Rec de Douze, Rec del Mouli, le ruisseau de Camblades, le ruisseau de Campans, le ruisseau de la Souque et du Banès, le ruisseau de Maurès, et par deux petits cours d'eau, qui constituent un réseau hydrographique de 100 km de longueur totale,.
L'Agout, d'une longueur totale de 194,4 km, prend sa source dans la commune de Cambon-et-Salvergues et s'écoule d'est en ouest. Il traverse la commune et se jette dans le Tarn à Saint-Sulpice-la-Pointe, après avoir traversé 35 communes.
Le Thoré, d'une longueur totale de 61,6 km, prend sa source dans la commune de Rieussec et s'écoule d'est en ouest. Il traverse la commune et se jette dans l'Agout à Navès, après avoir traversé 20 communes.
L'Arn, d'une longueur totale de 55,7 km, prend sa source dans la commune de Fraisse-sur-Agout et s'écoule d'est en ouest. Il traverse la commune et se jette dans le Thoré à Bout-du-Pont-de-Larn, après avoir traversé 9 communes.
Le Ruisseau de Nègeurieu, d'une longueur totale de 14 km, prend sa source dans la commune, aux abords du hameau du Lautier, et s'écoule vers le sud-ouest. Il se jette dans l'Arn aux abords du hameau du Moulin de Bonnet.

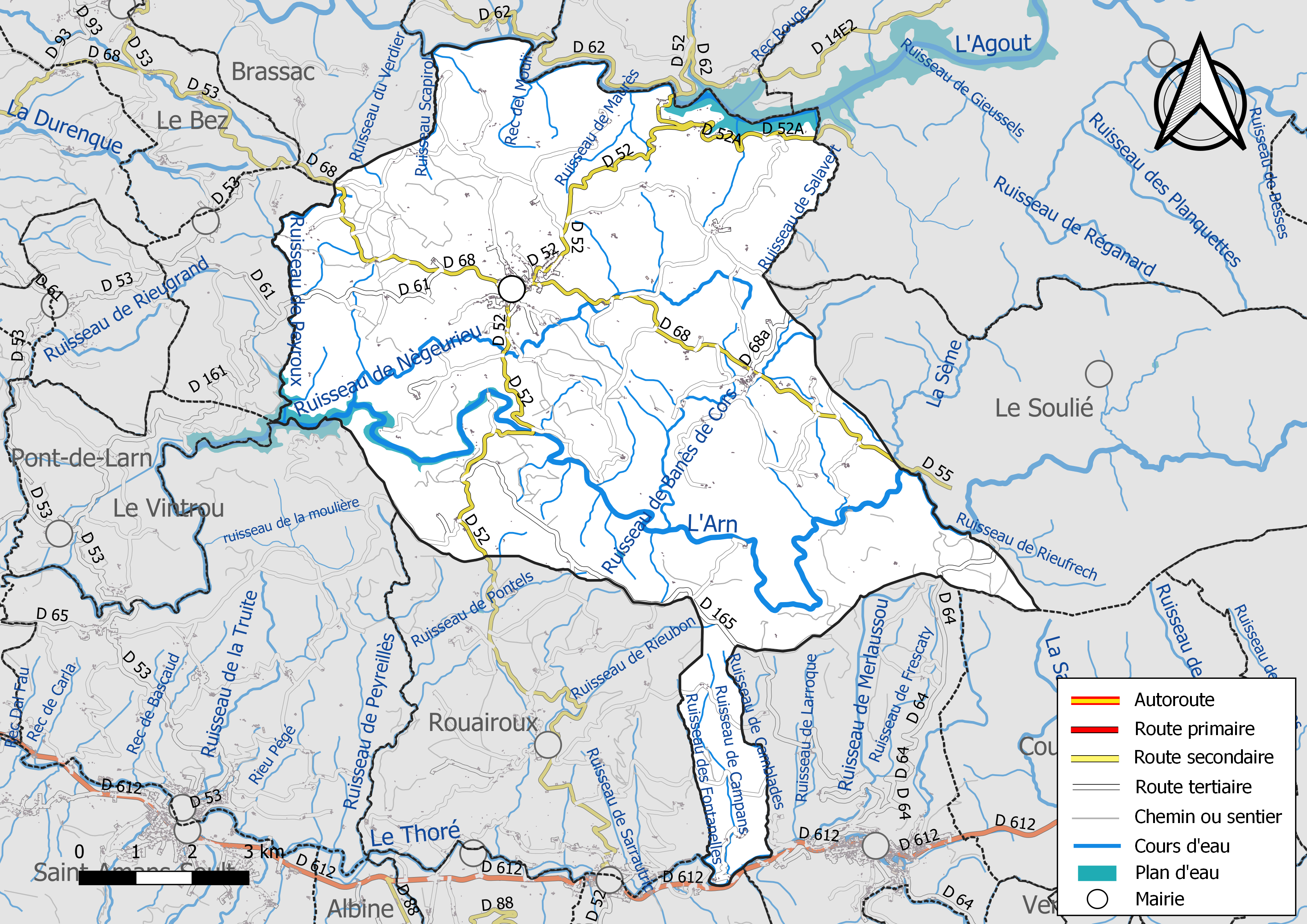
Réseaux hydrographique et routier d'Anglès.

### Climat
Pour des articles plus généraux, voir Climat de l'Occitanie et Climat du Tarn.
En 2010, le climat de la commune est de type climat océanique altéré, selon une étude du Centre national de la recherche scientifique s'appuyant sur une série de données couvrant la période 1971-2000. En 2020, Météo-France publie une typologie des climats de la France métropolitaine dans laquelle la commune est dans une zone de transition entre le climat océanique altéré et le climat méditerranéen et est dans la région climatique Provence, Languedoc-Roussillon, caractérisée par une pluviométrie faible en été, un très bon ensoleillement (2 600 h/an), un été chaud (21,5 °C), un air très sec en été, sec en toutes saisons, des vents forts (fréquence de 40 à 50 % de vents > 5 m/s) et peu de brouillards.
Pour la période 1971-2000, la température annuelle moyenne est de 9,9 °C, avec une amplitude thermique annuelle de 14,9 °C. Le cumul annuel moyen de précipitations est de 1 427 mm, avec 12,9 jours de précipitations en janvier et 6,6 jours en juillet. Pour la période 1991-2020, la température moyenne annuelle observée sur la station météorologique de Météo-France la plus proche, « Rouairoux », sur la commune de Rouairoux à 8 km à vol d'oiseau, est de 13,0 °C et le cumul annuel moyen de précipitations est de 1 653,1 mm. 
La température maximale relevée sur cette station est de 42 °C, atteinte le 13 août 2003 ; la température minimale est de −11,5 °C, atteinte le 9 février 2012,,.
Les paramètres climatiques de la commune ont été estimés pour le milieu du siècle (2041-2070) selon différents scénarios d'émission de gaz à effet de serre à partir des nouvelles projections climatiques de référence DRIAS-2020. Ils sont consultables sur un site dédié publié par Météo-France en novembre 2022.

### Milieux naturels et biodiversité

#### Espaces protégés
La protection réglementaire est le mode d’intervention le plus fort pour préserver des espaces naturels remarquables et leur biodiversité associée,.
La commune fait partie du parc naturel régional du Haut-Languedoc, créé en 1973 et d'une superficie de 307 184 ha, qui s'étend sur 118 communes et deux départements. Implanté de part et d’autre de la ligne de partage des eaux entre Océan Atlantique et mer Méditerranée, ce territoire est un véritable balcon dominant les plaines viticoles du Languedoc et les étendues céréalières du Lauragais,

#### Réseau Natura 2000

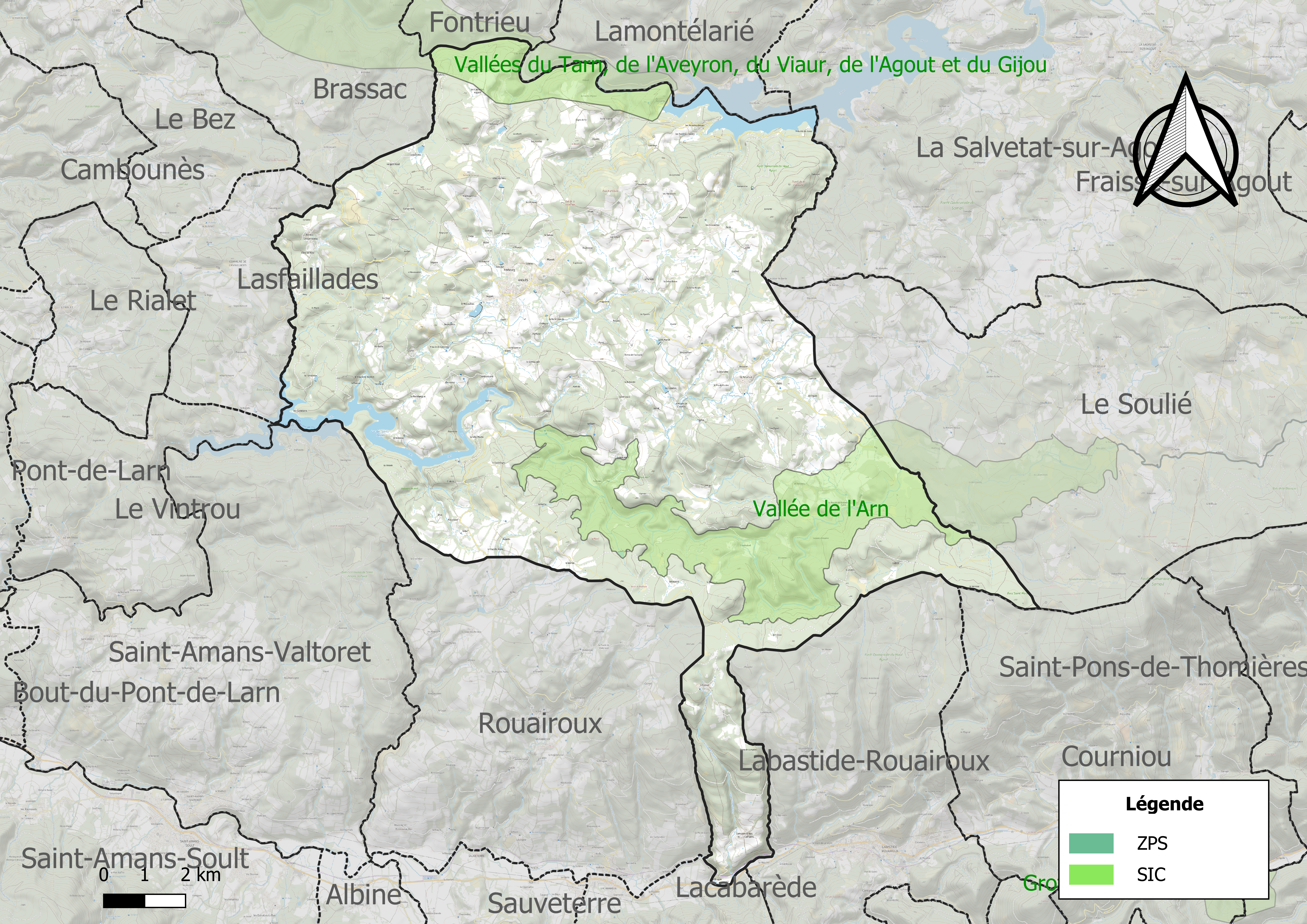
Sites Natura 2000 sur le territoire communal.

Le réseau Natura 2000 est un réseau écologique européen de sites naturels d'intérêt écologique élaboré à partir des directives habitats et oiseaux, constitué de zones spéciales de conservation (ZSC) et de zones de protection spéciale (ZPS).
Deux sites Natura 2000 ont été définis sur la commune au titre de la directive habitats :
- la « vallée de l'Arn », d'une superficie de 1 456 ha, dont le site est réduit au lit mineur du cours d'eau, concerne trois espèces aquatiques : Loutre, Moule perlière et Écrevisse à pattes blanches[23] ;
- Les « vallées du Tarn, de l'Aveyron, du Viaur, de l'Agout et du Gijou », d'une superficie de 17 144 ha, s'étendant sur 136 communes dont 41 dans l'Aveyron, 8 en Haute-Garonne, 50 dans le Tarn et 37 dans le Tarn-et-Garonne. Elles présentent une très grande diversité d'habitats et d'espèces dans ce vaste réseau de cours d'eau et de gorges. La présence de la Loutre d'Europe et de la moule perlière d'eau douce est également d'un intérêt majeur[24].

#### Zones naturelles d'intérêt écologique, faunistique et floristique
L’inventaire des zones naturelles d'intérêt écologique, faunistique et floristique (ZNIEFF) a pour objectif de réaliser une couverture des zones les plus intéressantes sur le plan écologique, essentiellement dans la perspective d’améliorer la connaissance du patrimoine naturel national et de fournir aux différents décideurs un outil d’aide à la prise en compte de l’environnement dans l’aménagement du territoire.
Quatorze ZNIEFF de type 1 sont recensées sur la commune :
- le « cours moyen de l'Arn » (216 ha)[26] ;
- les « prairies marécageuses du Nègrerieu des Sires » (8 ha)[27] ;
- la « rivière Agoût entre le barrage de Ponviel et Brassac » (80 ha), couvrant 4 communes du département[28] ;
- la « sagne de la Crouste » (8 ha)[29] ;
- la « sagne de la Rambergue » (7 ha)[30] ;
- les « sagnes de la Gante » (36 ha), couvrant 2 communes du département[31] ;
- les « sagnes de la Pastrié et de Lescarrassou » (23 ha), couvrant 2 communes du département[32] ;
- les « sagnes de Ségade » (19 ha)[33] ;
- les « sagnes des Calmettes » (15 ha)[34] ;
- les « sagnes du Rodier » (29 ha), couvrant 2 communes du département[35] ;
- les « sagnes du ruisseau de Banès de Cors » (91 ha)[36] ;
- les « sagnes du ruisseau de Maurès » (118 ha)[37] ;
- les « sagnes du ruisseau de Nègrerieu » (281 ha)[38] ;
- la « vallée de l'Arn (et tourbière de Baïssescure et du Bourdelet) » (461 ha), couvrant 5 communes dont quatre dans l'Hérault et une dans le Tarn[39] ;

et trois ZNIEFF de type 2, : 
- le « massif du Somail » (23 004 ha), couvrant 11 communes dont dix dans l'Hérault et une dans le Tarn[40] ;
- les « sagnes du plateau d'Anglès et bassin versant de l'Arn » (9 725 ha), couvrant 10 communes dont deux dans l'Hérault et huit dans le Tarn[41] ;
- les « zones humides des Monts de Lacaune » (10 888 ha), couvrant 9 communes dont une dans l'Hérault et huit dans le Tarn[42].

Carte des ZNIEFF de type 1 et 2 à Anglès.
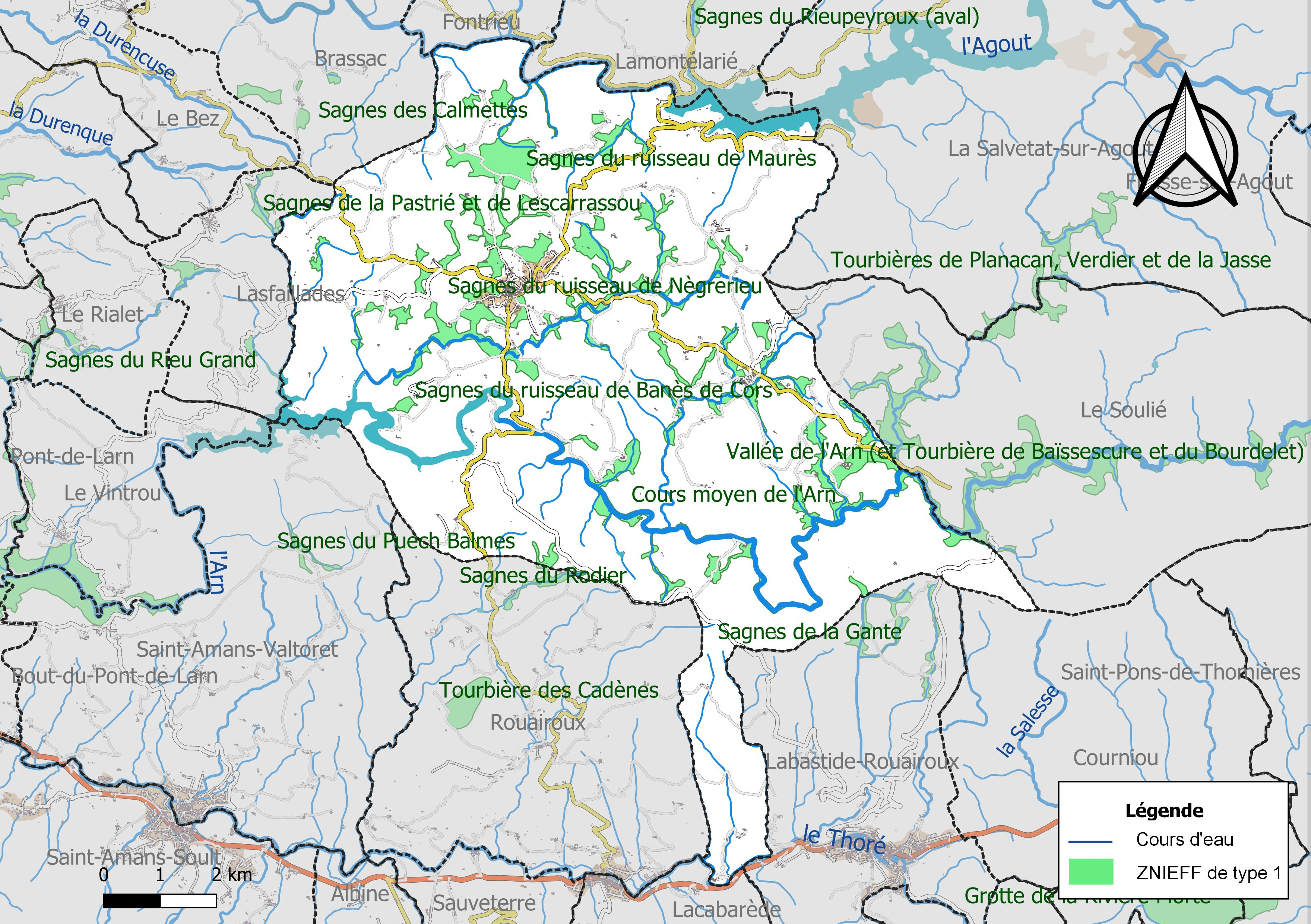
Carte des ZNIEFF de type 1 sur la commune.
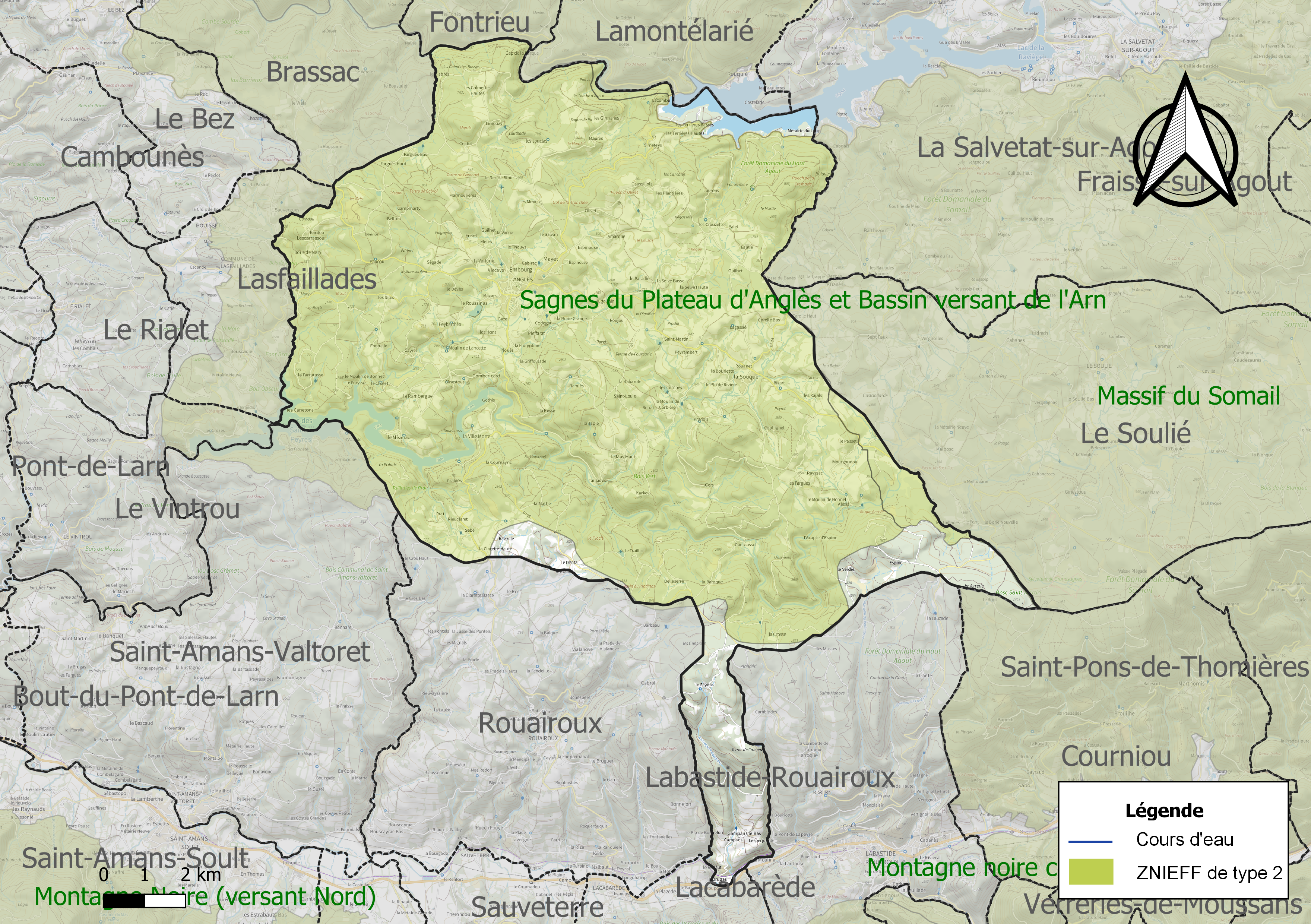
Carte des ZNIEFF de type 2 sur la commune.

## Urbanisme

### Typologie
Au 1er janvier 2024, Anglès est catégorisée commune rurale à habitat très dispersé, selon la nouvelle grille communale de densité à sept niveaux définie par l'Insee en 2022.
Elle est située hors unité urbaine et hors attraction des villes,.

### Occupation des sols
L'occupation des sols de la commune, telle qu'elle ressort de la base de données européenne d’occupation biophysique des sols Corine Land Cover (CLC), est marquée par l'importance des forêts et milieux semi-naturels (65,5 % en 2018), une proportion identique à celle de 1990 (65,5 %). La répartition détaillée en 2018 est la suivante : 
forêts (58,3 %), prairies (27,4 %), milieux à végétation arbustive et/ou herbacée (7,2 %), zones agricoles hétérogènes (4,1 %), eaux continentales (2,3 %), zones urbanisées (0,7 %). L'évolution de l’occupation des sols de la commune et de ses infrastructures peut être observée sur les différentes représentations cartographiques du territoire : la carte de Cassini (XVIIIe siècle), la carte d'état-major (1820-1866) et les cartes ou photos aériennes de l'IGN pour la période actuelle (1950 à aujourd'hui).

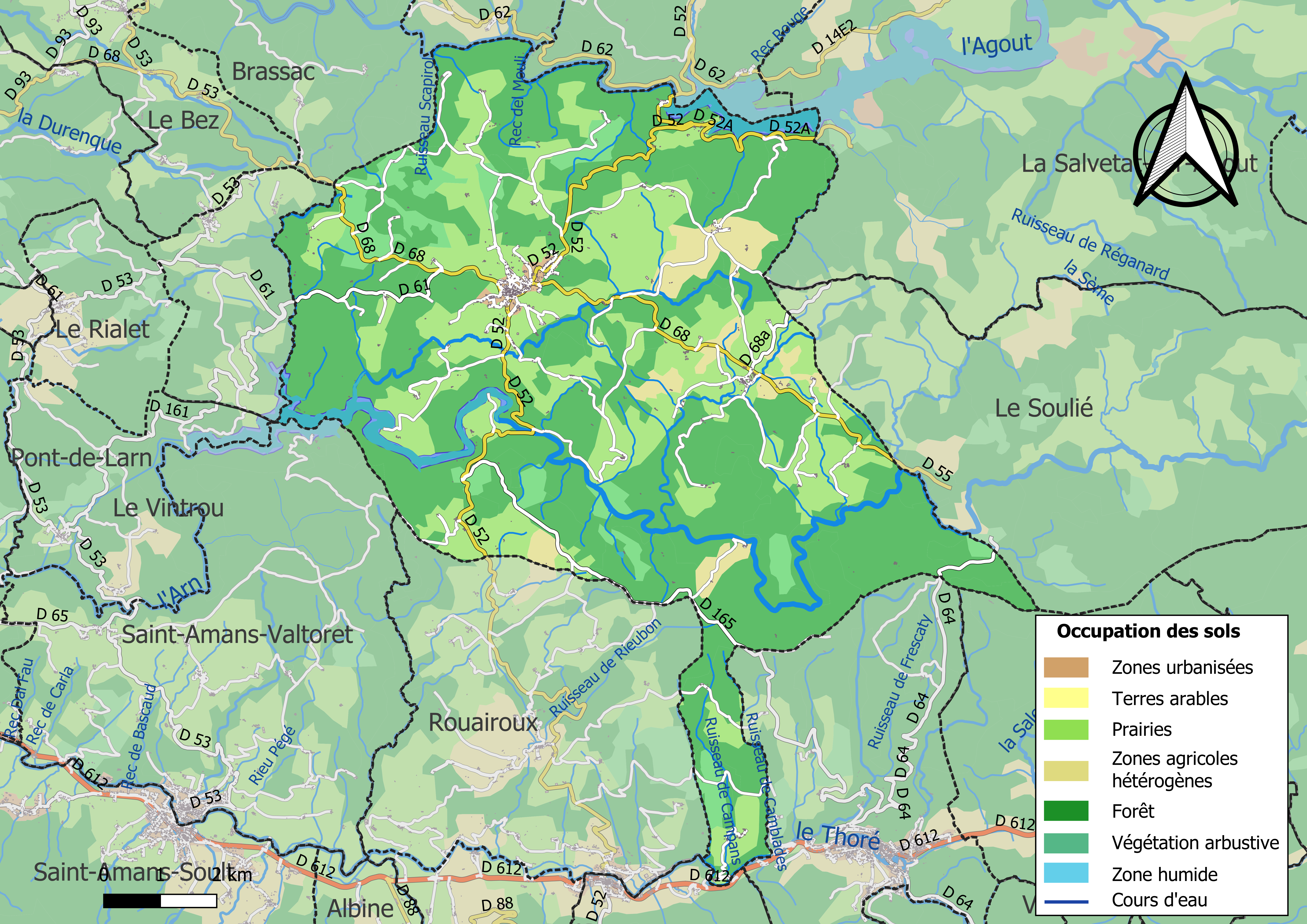
Carte des infrastructures et de l'occupation des sols de la commune en 2018 (CLC).

### Risques majeurs
Le territoire de la commune d'Anglès est vulnérable à différents aléas naturels : météorologiques (tempête, orage, neige, grand froid, canicule ou sécheresse), inondations, feux de forêts, mouvements de terrains et séisme (sismicité très faible). Il est également exposé à deux risques technologiques, le transport de matières dangereuses et la rupture d'un barrage, et à un risque particulier : le risque de radon. Un site publié par le BRGM permet d'évaluer simplement et rapidement les risques d'un bien localisé soit par son adresse soit par le numéro de sa parcelle.

#### Risques naturels
Certaines parties du territoire communal sont susceptibles d’être affectées par le risque d’inondation par débordement de cours d'eau, notamment l'Agout, le Thoré, l'Arn et le ruisseau de Nègeurieu. La cartographie des zones inondables en ex-Midi-Pyrénées réalisée dans le cadre du XIe Contrat de plan État-région, visant à informer les citoyens et les décideurs sur le risque d’inondation, est accessible sur le site de la DREAL Occitanie. La commune a été reconnue en état de catastrophe naturelle au titre des dommages causés par les inondations et coulées de boue survenues en 1982, 1995, 1997, 1999, 2014, 2017, 2018 et 2020,.
Anglès est exposée au risque de feu de forêt du fait de la présence sur son territoire. En 2022, il n'existe pas de Plan de Prévention des Risques incendie de forêt (PPRif). Le débroussaillement aux abords des maisons constitue l’une des meilleures protections pour les particuliers contre le feu,.

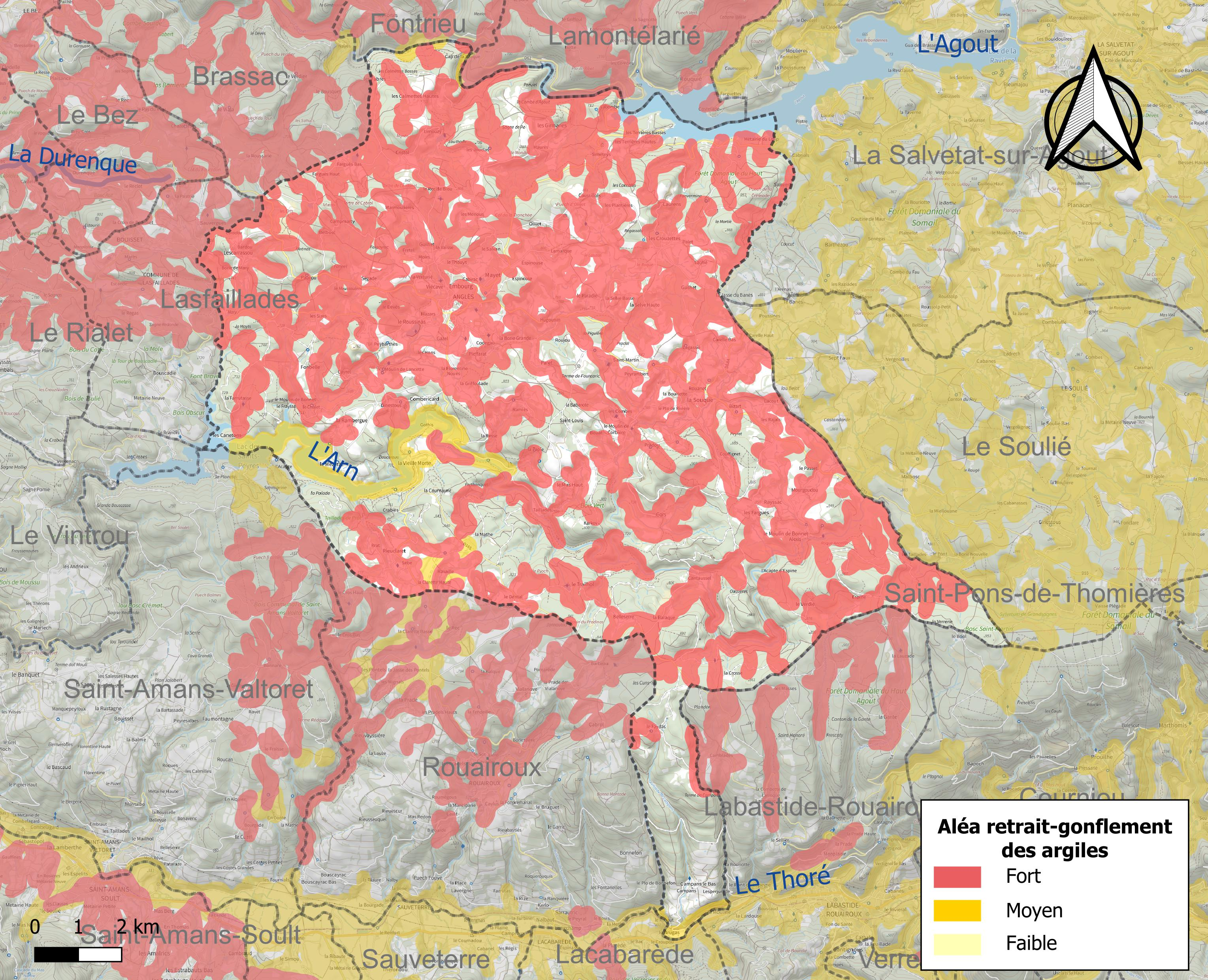
Carte des zones d'aléa retrait-gonflement des sols argileux d'Anglès.

La commune est vulnérable au risque de mouvements de terrains constitué principalement du retrait-gonflement des sols argileux. Cet aléa est susceptible d'engendrer des dommages importants aux bâtiments en cas d’alternance de périodes de sécheresse et de pluie. 62,9 % de la superficie communale est en aléa moyen ou fort (76,3 % au niveau départemental et 48,5 % au niveau national). Sur les 684 bâtiments dénombrés sur la commune en 2019, 557 sont en aléa moyen ou fort, soit 81 %, à comparer aux 90 % au niveau départemental et 54 % au niveau national. Une cartographie de l'exposition du territoire national au retrait gonflement des sols argileux est disponible sur le site du BRGM,.
Par ailleurs, afin de mieux appréhender le risque d’affaissement de terrain, l'inventaire national des cavités souterraines permet de localiser celles situées sur la commune.

#### Risques technologiques
Le risque de transport de matières dangereuses sur la commune est lié à sa traversée par des infrastructures routières ou ferroviaires importantes ou la présence d'une canalisation de transport d'hydrocarbures. Un accident se produisant sur de telles infrastructures est susceptible d’avoir des effets graves sur les biens, les personnes ou l'environnement, selon la nature du matériau transporté. Des dispositions d’urbanisme peuvent être préconisées en conséquence.
La commune est en outre située en aval d'un barrage de classe A. À ce titre elle est susceptible d’être touchée par l’onde de submersion consécutive à la rupture de cet ouvrage.

#### Risque particulier
Dans plusieurs parties du territoire national, le radon, accumulé dans certains logements ou autres locaux, peut constituer une source significative d’exposition de la population aux rayonnements ionisants. Certaines communes du département sont concernées par le risque radon à un niveau plus ou moins élevé. Selon la classification de 2018, la commune d'Anglès est classée en zone 3, à savoir zone à potentiel radon significatif.

## Histoire

### Le Moyen Âge
Vers 1260 apparaît dans des documents royaux Anglès, ou plus précisément un certain "castrum de Angulis", littéralement le "village fortifié des angles", du fait de la forme de son enceinte peut-être. Anglès ne semble pas avoir souffert de la terrible croisade contre les Albigeois, protégé par son isolement. Toutefois, il n'est pas dit que son histoire fut un long fleuve tranquille.
Du fait de son isolement, et de même qu'Arfons dans la Montagne Noire tarnaise, Anglès dut payer un lourd tribut aux grandes Compagnies, ces bandes de soldats transformés en bandits après la guerre de Cent Ans. En 1362, ce sont les troupes d'Henri de Trastamare qui prennent et incendient le village. Henri de Trastamare, qui devint roi de Castille à la force de l'épée en tuant son frère.

### Rattachement à la couronne
Au cours du XIIIe siècle, Anglès est rattaché au royaume de France. Il dépend désormais du représentant du roi, le sénéchal de Carcassonne. Un juge est également envoyé sur place pour juger les affaires courantes. La ville élit par ailleurs deux consuls qui représentent l'autorité municipale.
Pour le spirituel, la paroisse d'Anglès dépendait du diocèse de Saint-Pons, partie de l'archevêché de Narbonne créé en 1318 par le pape lotois Jean XXII.
Lors de la Révolution française, des citoyens de la commune se réunissent au sein de la société révolutionnaire, baptisée « société populaire républicaine » en an II.
La commune faisait partie du diocèse de Saint-Pons-de-Thomières. En 1789, lors de la création des départements, elle était intégrée à l'Hérault. La loi de pluviôse an V (1797) a échangé le canton de Saint-Gervais-sur-Mare (initialement dans le Tarn) avec le canton d'Anglès.

### Héraldique
| Anglès | Son blasonnement est : D'azur au soleil d'or, au chef d'argent chargé d'une fleur de lys du champ accostée de deux roses de gueules. |

## Politique et administration
| Période    | Période   | Identité       | Étiquette | Qualité |
| ---------- | --------- | -------------- | --------- | ------- |
| avant 1981 | ?         | André Cauquil  |           |         |
| mars 2001  | mars 2008 | Serge Cazals   | DVG       |         |
| mars 2008  | mars 2014 | Gérard Rouanet |           |         |
| mars 2014  | en cours  | Alain Barthes  |           |         |

## Démographie
Au dernier recensement, la commune comptait 517 habitants.
| 1793  | 1800  | 1806  | 1821  | 1831  | 1836  | 1841  | 1846  | 1851  |
| ----- | ----- | ----- | ----- | ----- | ----- | ----- | ----- | ----- |
| 2 444 | 2 562 | 2 654 | 2 737 | 2 795 | 2 870 | 2 785 | 3 000 | 2 861 |

| 1856  | 1861  | 1866  | 1872  | 1876  | 1881  | 1886  | 1891  | 1896  |
| ----- | ----- | ----- | ----- | ----- | ----- | ----- | ----- | ----- |
| 2 707 | 2 663 | 2 680 | 2 513 | 2 596 | 2 572 | 2 511 | 2 310 | 2 141 |

| 1901  | 1906  | 1911  | 1921  | 1926  | 1931  | 1936  | 1946  | 1954 |
| ----- | ----- | ----- | ----- | ----- | ----- | ----- | ----- | ---- |
| 1 983 | 1 894 | 1 894 | 1 553 | 1 427 | 1 237 | 1 235 | 1 070 | 964  |

| 1962 | 1968 | 1975 | 1982 | 1990 | 1999 | 2006 | 2011 | 2016 |
| ---- | ---- | ---- | ---- | ---- | ---- | ---- | ---- | ---- |
| 911  | 934  | 667  | 649  | 588  | 563  | 559  | 521  | 508  |

| 2021 | 2022 | - | - | - | - | - | - | - |
| ---- | ---- | - | - | - | - | - | - | - |
| 512  | 517  | - | - | - | - | - | - | - |

## Économie

### Revenus
En 2018, la commune compte 215 ménages fiscaux, regroupant 433 personnes. La médiane du revenu disponible par unité de consommation est de 18 490 € (20 400 € dans le département).

### Emploi
|                | 2008  | 2013  | 2018  |
| -------------- | ----- | ----- | ----- |
| Commune        | 6,1 % | 4,8 % | 6,4 % |
| Département    | 8,2 % | 9,9 % | 10 %  |
| France entière | 8,3 % | 10 %  | 10 %  |

En 2018, la population âgée de 15 à 64 ans s'élève à 280 personnes, parmi lesquelles on compte 72,6 % d'actifs (66,2 % ayant un emploi et 6,4 % de chômeurs) et 27,4 % d'inactifs,. Depuis 2008, le taux de chômage communal (au sens du recensement) des 15-64 ans est inférieur à celui de la France et du département.
La commune est hors attraction des villes,. Elle compte 165 emplois en 2018, contre 179 en 2013 et 167 en 2008. Le nombre d'actifs ayant un emploi résidant dans la commune est de 193, soit un indicateur de concentration d'emploi de 85,4 % et un taux d'activité parmi les 15 ans ou plus de 46,2 %.
Sur ces 193 actifs de 15 ans ou plus ayant un emploi, 118 travaillent dans la commune, soit 61 % des habitants. Pour se rendre au travail, 72,2 % des habitants utilisent un véhicule personnel ou de fonction à quatre roues, 0,5 % les transports en commun, 9,3 % s'y rendent en deux-roues, à vélo ou à pied et 17,9 % n'ont pas besoin de transport (travail au domicile).

### Activités hors agriculture

#### Secteurs d'activités
45 établissements sont implantés  à Anglès au 31 décembre 2019. Le tableau ci-dessous en détaille le nombre par secteur d'activité et compare les ratios avec ceux du département,.
| Secteur d'activité                                                                                        | Commune | Commune | Département |
| Secteur d'activité                                                                                        | Nombre  | %       | %           |
| --- | ------- | ------- | ----------- |
| Ensemble                                                                                                  | 45      |         |             |
| Industrie manufacturière, industries extractives et autres                                                | 6       | 13,3 %  | (13 %)      |
| Construction                                                                                              | 5       | 11,1 %  | (12,5 %)    |
| Commerce de gros et de détail, transports, hébergement et restauration                                    | 11      | 24,4 %  | (26,7 %)    |
| Activités financières et d'assurance                                                                      | 1       | 2,2 %   | (3,3 %)     |
| Activités spécialisées, scientifiques et techniques et activités de services administratifs et de soutien | 7       | 15,6 %  | (13,8 %)    |
| Administration publique, enseignement, santé humaine et action sociale                                    | 9       | 20 %    | (15,5 %)    |
| Autres activités de services                                                                              | 6       | 13,3 %  | (9 %)       |

Le secteur du commerce de gros et de détail, des transports, de l'hébergement et de la restauration est prépondérant sur la commune puisqu'il représente 24,4 % du nombre total d'établissements de la commune (11 sur les 45 entreprises implantées  à Anglès), contre 26,7 % au niveau départemental.

#### Entreprises et commerces
Les deux entreprises ayant leur siège social sur le territoire communal qui génèrent le plus de chiffre d'affaires en 2020 sont : 
- Bertrand Stephane, travaux d'installation électrique dans tous locaux (278 k€) ;
- Ilepetit, activités spécialisées de design (32 k€).

### Agriculture
La commune est dans les Monts de Lacaune, une petite région agricole située dans le sud-est du département du Tarn. Entre bocages et forêt, cette zone est dédiée à l’élevage de ruminants de races à viande ou laitières. Sur les plus hauts plateaux, de nombreux élevages de brebis laitières produisent le lait destiné à la fabrication du roquefort. En 2020, l'orientation technico-économique de l'agriculture  sur la commune est l'élevage d'ovins ou de caprins.
|               | 1988  | 2000  | 2010  | 2020  |
| ------------- | ----- | ----- | ----- | ----- |
| Exploitations | 51    | 32    | 23    | 31    |
| SAU (ha)      | 2 060 | 1 766 | 1 718 | 2 117 |

Le nombre d'exploitations agricoles en activité et ayant leur siège dans la commune est passé de 51 lors du recensement agricole de 1988  à 32 en 2000 puis à 23 en 2010 et enfin à 31 en 2020, soit une baisse de 39 % en 32 ans. Le même mouvement est observé à l'échelle du département qui a perdu pendant cette période 58 % de ses exploitations,. La surface agricole utilisée sur la commune a quant à elle augmenté, passant de 2060 ha en 1988 à 2117 ha en 2020. Parallèlement la surface agricole utilisée moyenne par exploitation a augmenté, passant de 40 à 68 ha.

## Culture locale et patrimoine

### Lieux et monuments
- Église Notre-Dame-de-l'Assomption d'Anglès.
- Église Saint-Martin d'Anglès. L'édifice est référencé dans la base Mérimée et à l'Inventaire général Région Occitanie[66].
- Temple protestant d'Anglès.
- L'ancienne porte de la ville dite le Portail Bas, construite au XVIIe siècle a été inscrite monument historique le 19 octobre 1927[67].
- Le château de Campan dont la fondation date du XIe siècle. Il présente une façade sud embellie au XVIIe siècle. Il est inscrit au monument historique par arrêté du 17 mai 1961[68].
- Le menhir de la Crosse, petit menhir présentant la marque de l'évêque de Saint-Pons.
- La statue-menhir des Jouclas.
- Deux plans d'eau se trouvent à proximité : le lac de la Raviège et le lac des Saints-Peyres.
- Le 7 septembre 1999, sous le haut patronage de l'Académie d'agriculture de France, une plaque, apposée sur la façade de la mairie d'Anglès, a été inaugurée pour commémorer un patrimoine biologique important de la commune : “En 1946 sur la commune d’Anglès, fut recueilli l’échantillon de graines de maïs base de la population dite “Lacaune”. À partir de cette ressource génétique, l’INRA sélectionne les lignées précoces F2 et F7. Ces lignées sont à l’origine de nombreux hybrides qui ont permis d’étendre la culture du maïs au-delà de sa zone traditionnelle d’adaptation jusqu’aux pays du Nord de l’Europe."

### Personnalités liées à la commune
- Jacques-Louis-Alexandre Seguin des Hons, Seigneur des Hons, né à Anglès le 3 avril 1733, capitaine, chevalier de Saint-Louis, baron héréditaire par lettres patentes de 1825 décédé en son château de Malbosc le 5 juin 1832.
- Henry-Charles-Godefroy Seguin des Hons, né  à Anglés le 24 mai 1739, chanoine du chapitre de Saint-Pons, décédé au château de Malbosc le 14 février 1821.
- Jacques-Louis-David Seguin des Hons, né le 30 octobre 1760, chanoine de Saint-Pons, fut évêque de Troyes de 1826 à 1843, mort à Troyes le 31 août 1843.
- Jean-Henri Dissiton de Gazel-Larambergue, botaniste français.
- Jean Jacques de La Roque d'Olès d'Ornac (1729-1806), général des armées de la Révolution, né et décédé dans la commune.
- Jean-Louis de La Roque (1754-1794), général des armées de la Révolution, né dans la commune, guillotiné à Paris sous la Terreur.
- Marc David Lasource, né Marc David Alba à Anglés le 22 janvier 1763, guillotiné à Paris le 31 octobre 1793.